# Eda Özerkan
Eda Özerkan (Adana, 11 de marzo de 1984) es una actriz y modelo turca.

## Biografía
Eda Özerkan nació el 11 de marzo de 1984 en Adana.
Estudió pintura y danza durante la secundaria.
En 2014, participó en el equipo de celebridades en Survivor, que se transmitió por Star TV. Fue eliminado el día 17 de la competición, recibiendo 6 votos.
Se casó con Timur Acar el 23 de julio de 2016 y dio a luz a una hija llamada Eliz el 14 de agosto de 2017.

## Filmografía
| Cine | Cine                   | Cine      | Cine |
| Año  | Título                 | Personaje | Nota |
| ---- | ---------------------- | --------- | ---- |
| 2007 | Pars: Kiraz Operasyonu | Füsun     |      |
| 2008 | Girdap                 | Zeynep    |      |
| 2023 | Sırrını Biliyorum      |           |      |

| Televisión | Televisión                    | Televisión    | Televisión           |
| Año        | Título                        | Personaje     | Nota                 |
| ---------- | ----------------------------- | ------------- | -------------------- |
| 2005       | Cennet Mahallesi              | Cansel        | 1 episodio (58)      |
| 2008–2009  | Aşk-ı Memnu                   | Elif          | 50 episodios (1–50)  |
| 2008       | Mordkommission Istanbul       | Nur           |                      |
| 2009       | Disko Kralı                   | Él mismo      | Invitado             |
| 2009–2010  | Adanalı                       | Nazlı Karabağ | 21 episodios (49–70) |
| 2012       | Firar                         | Elif          | 18 episodios (17–35) |
| 2014       | Survivor Ünlüler - Gönüllüler | Él mismo      | Concursante          |
| 2014–2016  | Kertenkele                    | Selin         | 49 episodios (1–49)  |
| 2023       | Bir Küçük Gün Işığı           | Feraye        | 18 episodios (18–36) |